# ایوارد (اورگن)
ایوارد (به انگلیسی: Avard) یک منطقهٔ مسکونی در ایالات متحده آمریکا است که در شهرستان وودز، اکلاهما واقع شده‌است. ایوارد ۰٫۵ کیلومتر مربع مساحت و ۲۶ نفر جمعیت دارد و ۴۵۰ متر بالاتر از سطح دریا واقع شده‌است.